# Wetton/Manzanera
Wetton/Manzanera (auch bekannt als One World) ist das zweite Soloalbum des englischen Rockmusikers John Wetton und sein erstes Duettalbum, das 1987 erschien. Das Album ist vor allem dem Progressive Rock zuzuordnen.

## Entstehung und Veröffentlichung
John Wetton (Ex-King Crimson, U.K., Asia) und Phil Manzanera (Roxy Music, Quiet Sun, 801) waren zuvor gemeinsam auf Tourneen mit Roxy Music aufgetreten und hatten auf Manzaneras Soloalben Diamond Head und K-Scope gespielt. Auf dem Album sind Mitglieder zweier Art-Rock-/Progressive-Rock-Bands vertreten: 10cc (Vic Emerson und Kevin Godley) und Yes (Alan White).
Dieses Album entstand, als John Wetton Demos im Studio von Phil Manzanera aufnahm. Manzanera zeigte Wetton Musik für ein unvollendetes Lied, das Wetton vollendete. Das Lied wurde It’s Just Love, das erste auf dem Album. Das Duo einigte sich anschließend darauf, eine vollständige Sammlung aufzunehmen.
Wetton hatte einen Vertrag mit Geffen Records – trotz der Trennung von Asia nach dem unterdurchschnittlichen Album Astra 1985 – und durfte mit dessen Einverständnis mit Manzanera aufnehmen. Das Ergebnis wurde von Geffen veröffentlicht.

## Titelliste
Die Lieder (Texte, Musik) wurden von John Wetton und Phil Manzanera geschrieben.
1. „It's Just Love“ – 3:39
2. „Keep On Loving Yourself“ – 5:12
3. „You Don't Have to Leave My Life“ – 4:24
4. „Suzanne“ – 3:24
5. „Round in Circles“ – 4:32
6. „Do It Again“ – 4:49
7. „Every Trick in the Book“ – 4:06
8. „One World“ – 3:54
9. „I Can't Let You Go“ – 3:22
10. „Have You Seen Her Tonight?“ – 4:47
11. „Talk to Me“ – 4:00 (2001 Bonus)

## Rezeption
Das Album wurde nicht gut aufgenommen. Für AllMusic schrieb Paul Collins: „Bei den üblichen Verdächtigen (leere Liebesliedtexte, übermäßig raffinierte Produktion) fehlt es außerordentlich an Persönlichkeit.“ Der Rezensent JD Considine schrieb einfach: „Asia Minor.“ (Wörtlich übersetzt Kleinasien, aber hier als Wortspiel „Asia moll/minderwertig“ gemeint.)